# Palodeia
Palodeia är en ort i Cypern.   Den ligger i distriktet Eparchía Lemesoú, i den centrala delen av landet, 60 km sydväst om huvudstaden Nicosia. Palodeia ligger 231 meter över havet och antalet invånare är 762. Den ligger på ön Cypern.
Terrängen runt Palodeia är huvudsakligen kuperad, men söderut är den platt. Terrängen runt Palodeia sluttar söderut.  Närmaste större samhälle är Limassol, 7,4 km söder om Palodeia. Trakten runt Palodeia är i huvudsak tätbebyggd.